# Matthew Hunwick
Matthew Hunwick, dit Matt Hunwick, (né le 21 mai 1985 à Warren, dans l'État du Michigan) est un joueur professionnel américain de hockey sur glace. Il évolue au poste de défenseur. Il est le frère de Shawn Hunwick.

## Biographie

### Carrière en club
Issu des Wolverines de l'Université du Michigan, il a été repêché au 7e tour, 224e au total par les Bruins de Boston au repêchage d'entrée de 2004 dans la Ligue nationale de hockey. Il joue trois autres saisons à l'université, où il a été nommé à plusieurs reprises aux équipes d'étoiles, avant de faire ses débuts professionnels en 2007-2008 avec les Bruins de Providence, équipe affiliée à Boston dans la Ligue américaine de hockey. Il fait également ses débuts dans la LNH lors de cette saison en disputant 13 parties avec les Bruins de Boston.
Il joue plus de parties dans la LNH avec les Bruins la saison suivante en jouant 53 parties et récolte un total de 27 points. Il joue sa première saison complète dans la LNH en 2009-2010 où il joue 76 parties mais réalise moins de points que l'an dernier et réalise 14 points.
Après avoir commencé la saison 2010-2011 avec les Bruins, il est échangé le 29 novembre à l'Avalanche du Colorado contre Colby Cohen. Lors de la saison 2013-2014, il ne joue qu'une partie avec l'Avalanche puisqu'il passe la quasi-totalité de la saison dans la LAH avec les Monsters du lac Érié.
Le 1er juillet 2014, il signe un contrat d'un an avec les Rangers de New York. Il retourne dans la LNH où il joue comme défenseur de profondeur de l'équipe. Le 1er juillet 2015, il signe un contrat de deux ans avec les Maple Leafs de Toronto.
Après un séjour de deux saisons avec les Leafs, il paraphe un contrat de trois ans avec les Penguins de Pittsburgh, le 1er juillet 2017. 
Le 27 juin 2018, il est échangé aux Sabres de Buffalo en compagnie de Conor Sheary contre un choix conditionnel de 4e tour au repêchage de 2019.

### Carrière internationale
Il représente les États-Unis au niveau international. Il a participé aux sélections jeunes. Il joue son premier tournoi senior en 2013 à l'occasion du championnat du monde, qui s'est conclu par une médaille de bronze pour les Américains.

## Statistiques

### En club
| Saison     | Équipe                 | Ligue      |     | Saison régulière | Saison régulière | Saison régulière | Saison régulière | Saison régulière |   | Séries éliminatoires | Séries éliminatoires | Séries éliminatoires | Séries éliminatoires | Séries éliminatoires |
| Saison     | Équipe                 | Ligue      | PJ  | B                | A                | Pts              | Pun              | PJ               | B | A                    | Pts                  | Pun                  |                      |                      |
| 2003-2004  | Wolverines du Michigan | NCAA       | 41  | 1                | 14               | 15               | 62               | -                | - | -                    | -                    | -                    |                      |                      |
| 2004-2005  | Wolverines du Michigan | NCAA       | 40  | 6                | 19               | 25               | 60               | -                | - | -                    | -                    | -                    |                      |                      |
| 2005-2006  | Wolverines du Michigan | NCAA       | 41  | 11               | 19               | 30               | 70               | -                | - | -                    | -                    | -                    |                      |                      |
| 2006-2007  | Wolverines du Michigan | NCAA       | 41  | 6                | 21               | 27               | 64               | -                | - | -                    | -                    | -                    |                      |                      |
| 2007-2008  | Bruins de Providence   | LAH        | 55  | 2                | 21               | 23               | 49               | 10               | 0 | 5                    | 5                    | 8                    |                      |                      |
| 2007-2008  | Bruins de Boston       | LNH        | 13  | 0                | 1                | 1                | 4                | -                | - | -                    | -                    | -                    |                      |                      |
| 2008-2009  | Bruins de Providence   | LAH        | 3   | 0                | 3                | 3                | 0                | -                | - | -                    | -                    | -                    |                      |                      |
| 2008-2009  | Bruins de Boston       | LNH        | 53  | 6                | 21               | 27               | 31               | 1                | 0 | 0                    | 0                    | 0                    |                      |                      |
| 2009-2010  | Bruins de Boston       | LNH        | 76  | 6                | 8                | 14               | 32               | 13               | 0 | 6                    | 6                    | 2                    |                      |                      |
| 2010-2011  | Bruins de Boston       | LNH        | 22  | 1                | 2                | 3                | 9                | -                | - | -                    | -                    | -                    |                      |                      |
| 2010-2011  | Avalanche du Colorado  | LNH        | 51  | 0                | 10               | 10               | 16               | -                | - | -                    | -                    | -                    |                      |                      |
| 2011-2012  | Avalanche du Colorado  | LNH        | 33  | 3                | 3                | 6                | 8                | -                | - | -                    | -                    | -                    |                      |                      |
| 2012-2013  | Avalanche du Colorado  | LNH        | 43  | 0                | 6                | 6                | 16               | -                | - | -                    | -                    | -                    |                      |                      |
| 2013-2014  | Monsters du lac Érié   | LAH        | 52  | 10               | 21               | 31               | 33               | -                | - | -                    | -                    | -                    |                      |                      |
| 2013-2014  | Avalanche du Colorado  | LNH        | 1   | 0                | 0                | 0                | 0                | -                | - | -                    | -                    | -                    |                      |                      |
| 2014-2015  | Rangers de New York    | LNH        | 55  | 2                | 9                | 11               | 16               | 6                | 0 | 0                    | 0                    | 0                    |                      |                      |
| 2015-2016  | Maple Leafs de Toronto | LNH        | 60  | 2                | 8                | 10               | 32               | -                | - | -                    | -                    | -                    |                      |                      |
| 2016-2017  | Maple Leafs de Toronto | LNH        | 72  | 1                | 18               | 19               | 18               | 6                | 0 | 1                    | 1                    | 2                    |                      |                      |
| 2017-2018  | Penguins de Pittsburgh | LNH        | 42  | 4                | 6                | 10               | 21               | -                | - | -                    | -                    | -                    |                      |                      |
| 2018-2019  | Sabres de Buffalo      | LNH        | 14  | 0                | 2                | 2                | 4                | -                | - | -                    | -                    | -                    |                      |                      |
| 2018-2019  | Americans de Rochester | LAH        | 2   | 0                | 1                | 1                | 2                | -                | - | -                    | -                    | -                    |                      |                      |
| 2019-2020  | Sabres de Buffalo      | LNH        | 0   | 0                | 0                | 0                | 0                | -                | - | -                    | -                    | -                    |                      |                      |
| Totaux LNH | Totaux LNH             | Totaux LNH | 535 | 25               | 94               | 119              | 207              | 26               | 0 | 7                    | 7                    | 4                    |                      |                      |

### En équipe nationale
| Année | Compétition                  |    | PJ | B | A | Pts | Pun                |  | Résultat |
| 2003  | Championnat du monde -18 ans | 6  | 0  | 3 | 3 | 6   | 4e place           |  |          |
| 2004  | Championnat du monde junior  | 6  | 0  | 0 | 0 | 0   | Médaille d'or      |  |          |
| 2005  | Championnat du monde junior  | 7  | 0  | 4 | 4 | 0   | 4e place           |  |          |
| 2013  | Championnat du monde         | 10 | 2  | 2 | 4 | 2   | Médaille de bronze |  |          |

## Trophées et honneurs personnels
- 2003-2004 : nommé dans l'équipe d'étoiles des recrues de la CCHA.
- 2004-2005 : nommé dans la deuxième équipe d'étoiles de la CCHA.
- 2005-2006 : nommé dans la deuxième équipe d'étoiles de la CCHA.
- 2006-2007 : 
  - nommé meilleur défenseur défensif de la CCHA.
  - nommé dans la première équipe d'étoiles de la CCHA.
  - nommé dans la deuxième équipe d'étoiles de la région Ouest de la NCAA.